# نانسی مرکی
نانسی مرکی (به انگلیسی: Nancy Merki) (زادهٔ ۱ ژوئن ۱۹۲۶) شناگر اهل ایالات متحده آمریکا است.